# Aloha From Hell
Aloha From Hell byla německá pop rocková skupina, skládající se z pěti členů - Vivien, Moritz, Andreas, Felix a Max. Jejich prvním album nese název No More Days To Waste. Album obsahuje 36 rockových písniček. V roce 2007 vyhrála kapela BRAVO Bandnewcomer 2007 a dostali smlouvu na natočení desky se Sony BMG. Jejich prvním živým vystoupením před velmi početně zaplněnou halou, bylo BRAVO Supershow 2008, kde představili svůj hit Don't Gimme That, který mimo jiné dosáhl jedenáctého místa v rakouském žebříčku jednotlivců. Za nedlouho se objevily první fankluby, jako např. ve Španělsku, Francii a samozřejmě v Německu. Jejich druhý singl Walk Away vyšel 14. listopadu 2008 a dosáhl šestadvacátého místa v německém žebříčku jednotlivců. Jejich písničky můžete slyšet také na MTV. Ačkoliv jsou Němci, všechny písničky zpívají v angličtině. Zazpívali si také na německé premiéře filmu New Moon.